# Sankt Ruprecht-Falkendorf
Sankt Ruprecht-Falkendorf è stato un comune austriaco nel distretto di Murau, in Stiria. È stato creato il 1º gennaio 2005 dalla fusione dei precedenti comuni di Sankt Ruprecht ob Murau e Falkendorf e soppresso il 31 dicembre 2014; dal 1º gennaio 2015 le sue frazioni di Sankt Ruprecht ob Murau e Falkendorf sono state aggregate all'altro comune soppresso di Sankt Georgen ob Murau per costituire il nuovo comune di Sankt Georgen am Kreischberg.